# Zr.Ms. Zeeland (2013)

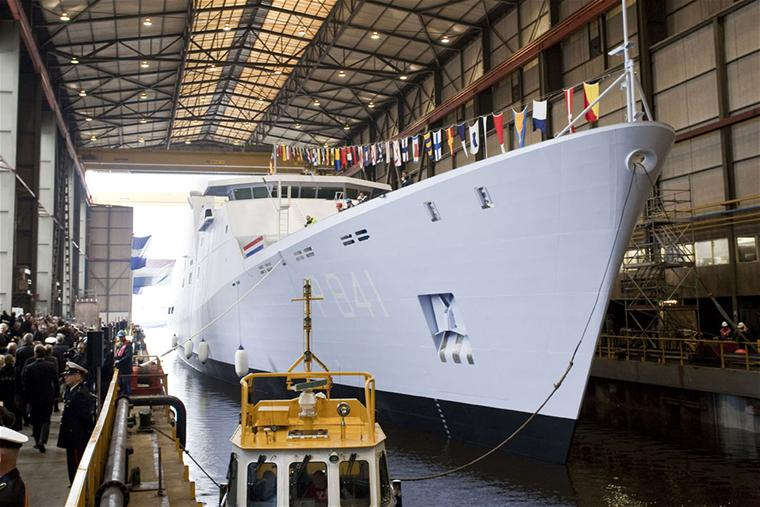
Doop van de Zeeland in 2010.

De  Zr.Ms. Zeeland (P841) is het tweede schip van de Hollandklasse, een serie van vier patrouilleschepen (Ocean Patrol Vessels) voor de Koninklijke Marine. Het schip is eind 2009 op stapel gezet en op 20 november 2010 in Vlissingen gedoopt door de commissaris van de Koningin in Zeeland, Karla Peijs.
Halverwege 2011 is de Zeeland begonnen met zijn eerste proefvaart, op 5 september deed het Den Helder voor het eerst aan. Op 20 oktober 2011 werd het schip door Damen Schelde Naval Shipbuilding overgedragen aan de Defensie Materieel Organisatie.
De geïntegreerde mast voor de sensorsystemen is eind 2012 geplaatst. Na laatste opwerkingen is het schip op 23 augustus 2013 in Vlissingen bij Damen Schelde Naval Shipyard (DSNS) in dienst gesteld.

## Sensors
Thales Integrated Mast
- Thales SeaMaster 400 SMILE luchtwaarschuwingsradar
- Thales SeaWatcher 100 SeaStar oppervlakteradar
- Thales Gatekeeper electro-optical surveillance

## Bewapening
Geschut en mitrailleurs:
- 1 × Oto Melara 
 76 mm kanon
- 1 × Oto Melara Marlin 
 30 mm snelvuurkanon
- 2 × Oto Melara Hitrole 
 12,7 mm mitrailleur
- 2-4 × Browning M2 12,7 mm mitrailleur
- 2-6 × FN MAG 
 7,62 mm mitrailleur

Helikopters:
- 1 × NH90 NFH boordhelikopter

Vaartuigen:
- 2 × FRISC

## Inzet
- Op 7 september 2017 was het schip samen met de Zr.Ms. Pelikaan na Irma bij het eiland Sint Maarten.

## Schade
In juli 2022 raakte de Zeeland zwaar beschadigd door een brand in de technische ruimte.